# Kismadarász
Madarász (szlovákul: Madarás) Fél község része Szlovákiában a Pozsonyi kerület Szenci járásában.

## Fekvése
Pozsony központjától 18 km-re keletre a Kis-Duna jobb partján fekszik.

## Története
1333-ban "Madaraz" néven említik először, amikor birtokosa Hódi Ják és fiai bérbe adják a birtokot Hódi Ferencnek. 1439-ben királyi birtok, melyet Albert király Hunyadi Jánosnak ad. 1495-ben II. Ulászló Pogány Péternek és Vízközi Andrásnak adja. 1506-ban Werbőczy István a birtokosa. 1553-ban a nagyszombati uradalom része 10 portával, később az éberhárdi uradalomhoz tartozott.
A trianoni békeszerződésig Pozsony vármegye Somorjai járásához tartozott. Madarász az 1930-as években lett Fél község része.
Vályi András szerint "MADARÁSZ. Magyar falu Posony Várm. földes Urai több Urak, lakosai katolikusok, fekszik n. ny. Félnek szomszédságában, és annak filiája, határja középszerű, legelője hasznos, rét, és erdő nélkűl szűkölködik."
Fényes Elek szerint "Madarász, magyar falu, Poson vmegyében, Csötörtökhöz északra 1 órányi távolságra: 98 kath. lak. F. u. az eberhardi uradalom. Ut. p. Poson."

## Népessége
1910-ben mind a 65 lakosa magyar volt.

## Nevezetességei

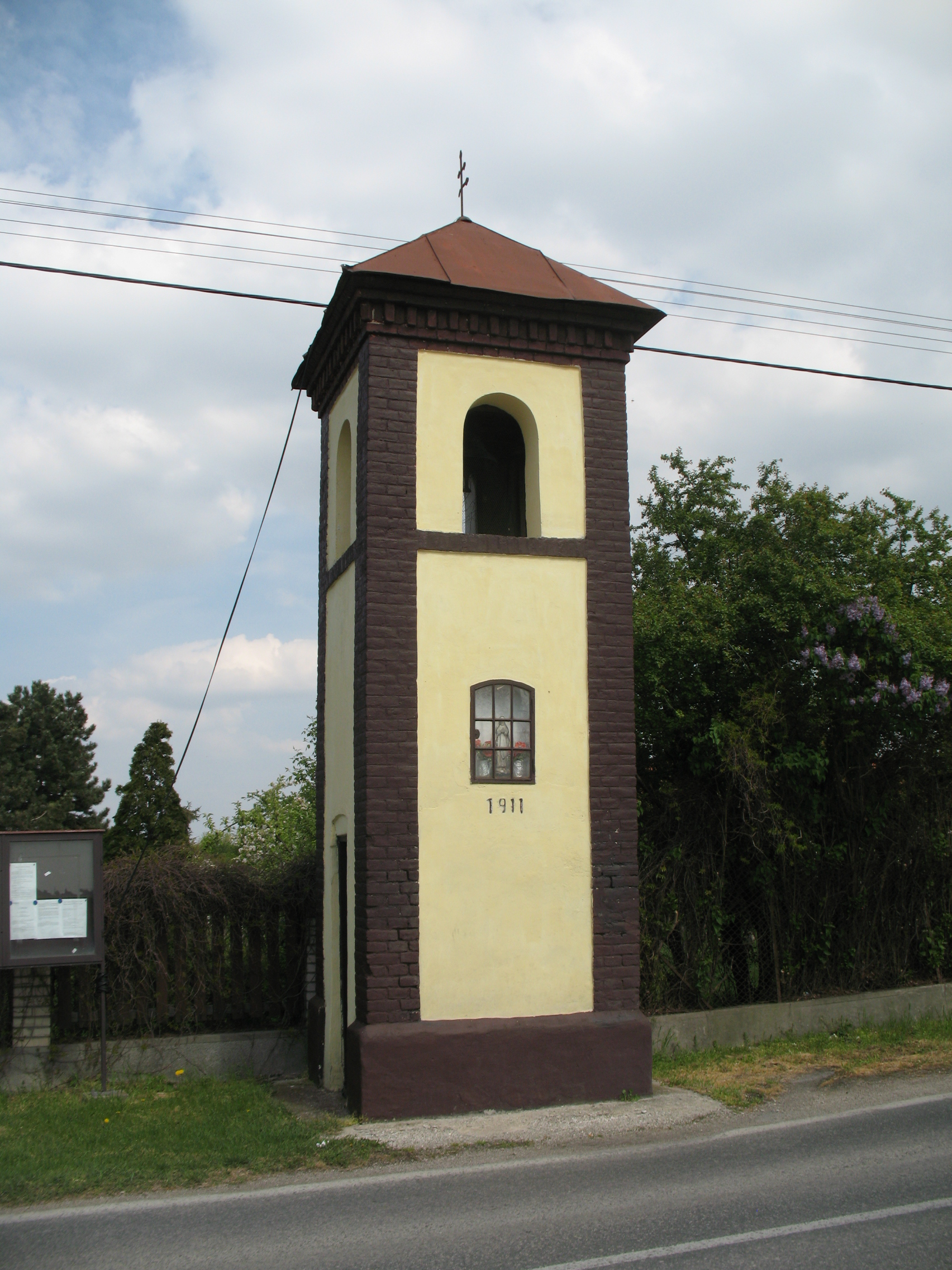
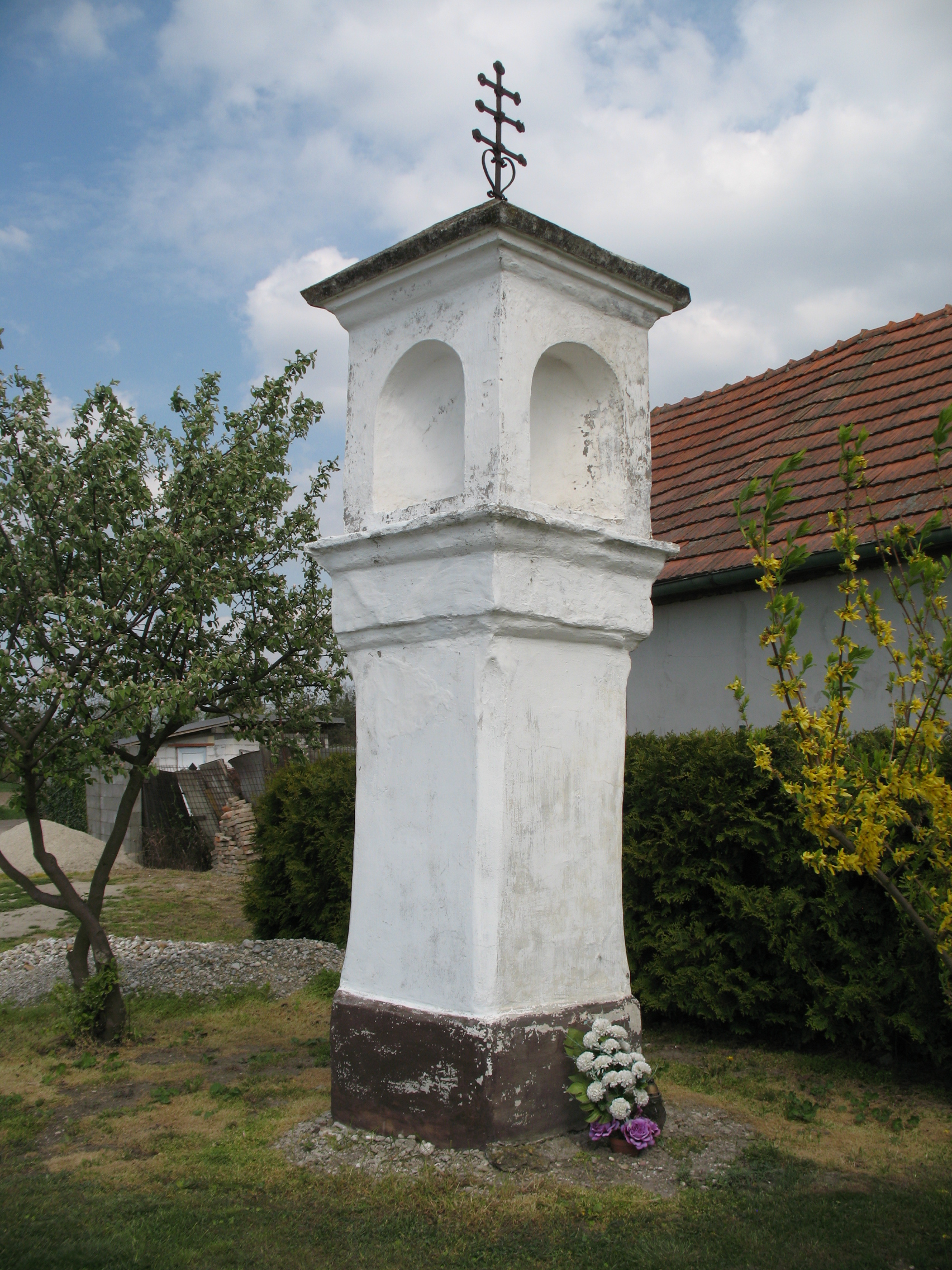

## Külső hivatkozások
- Fél község hivatalos oldala
- Községinfó
- Kismadarász Szlovákia térképén